# La Estrella (Tarot)

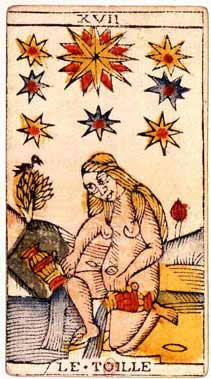
La Estrella, del juego de Jean Dodal.

La Estrella es una carta del Tarot es el arcano número 17.
El protagonista de esta carta es una sencilla doncella totalmente desnuda, símbolo de la revelación de la esencia fundamental del ser, que lleva dos jarras en sendas manos. Está arrodillada en la ribera de un río, símbolo del movimiento, mientras vierte el contenido de una de las jarras en la corriente y el contenido de la otra en la tierra de la orilla simbolizando cómo el genotipo del antecesor se integra en el nuevo ser, cuando cae al río, mientras que la otra parte, que cae en la orilla. Las siete estrellas que dominan el naipe representan los planetas. Suele simbolizar la Esperanza (estrella de Belén, estrella de David, etc.).
El diecisiete, número que identifica a esta carta, es un número cósmico de esperanza y fe. Es el símbolo de la armonía radiante y el equilibrio activo. Es la suma del diez, que representa el ciclo universal, y del siete, número sagrado por excelencia.
Mitológicamente, Venus, o la estrella de la mañana, simboliza la resurrección, pues representa el paso del día a la noche, y viceversa. Todo en esta carta evoca a la paz interior y exterior, la espiritualidad, y armonía: azules aguas, una hermosa y pura joven, un cielo estrellado, arbustos y campo, y un pájaro negro dispuesto a levantar vuelo listo para llevarse consigo cualquier negatividad existente.
Pocas cartas hay tan positivas como la estrella, ya que cuando aparece en nuestra vida representa un faro de esperanza e inspiración. En los momentos de oscuridad nos muestra que existe un camino para salir de eso, y nos trae tranquilidad, disuelve preocupaciones, y augura cercanía de luz y libertad, solo es necesario depositar nuestra fe en algo, confiar en nosotros mismos y en los poderes que rigen el universo, lo que ayudará a superar las dificultades.
En las Runas Sabias, La Estrella también es la runa 17, representa la suerte, la purificación, la apertura de caminos y las criaturas mágicas del bosque. También se refiere a las niñas o nacimiento de niñas.
En el Tarot X de CLAMP es representada por Shiyu Kusanagi.

## En otros medios
En el manga JoJo's Bizarre Adventure: Stardust Crusaders, las cartas del Tarot se usan para nombrar los poderes del personaje, llamados 'Stands'. El protagonista Stardust Crusaders, Jotaro Kujo, tiene un Stand llamado Star Platinum, que lleva el mismo nombre de la carta.